# Ресурс-П
Ресурс-П је руски комерцијални истраживачки вештачки сателит за осматрање Земљине површине. Наследник је Ресурс-ДК породице сателита, где П иницијално значи перспективни. Дизајниран је за мулти-спектралну даљинску детекцију Земљине површине и има за циљ стицање високог квалитета видљиве слике, у скоро реалном времену. Први сателит је лансиран 25. јун 2013. године, а серију треба да чине свега три јединице. Сателите производи самарски „Прогресс", а главни оператер је „Роскосмос".

## Опис и намена
Ресурс-П летелица је изграђена од стране руске свемирске компаније „ЦСКБ- Прогресс" у Самари, Русија . То је модификована верзија војног извиђачког сателита Јантар-4КС1 (Терилен). Летелица је стабилизована у три осе. Пројектовани животни век није мањи од пет година. Тачност лоцирања је 10 m (33 ft) дијаметрално. За снимање користи уређај за мултиспектралну анализу високе и средње резолуције, до 30см по пикселу, као и могућност тродимензионалног и стерео снимања. Максимално дневно поље снимања је 1.000.000 квадратних километара.
Уређај је дизајниран да аутоматски ажурира податке о стању привредних потенцијала земље, осигуравајући економске активности Министарства природних ресурса Русије, Министарства за ванредне ситуације, Росселхоза, Росриболовства, Хидромета, Катастра и других потрошача, као и информације о контроли и заштити животне средине.
У марту 2014. године, Ресурс-П бр.1 је коришћен да помогне у проналажењу могућег остатка малезијског авиона, Малејша ерлајнс лет 370.